# 蓥华山
蓥华山位于中国四川省什邡市城西北，与绵竹市、茂县、彭州市九峰山景区相邻，处于川西平原与青藏高原的过渡地带；距县城37公里，离成都市区98公里，景区面积180平方公里。峰顶高3160米，是以自然景观为主的高山风景名胜区。